# Vratislav Rychtera
Vratislav Rychtera (* 29. května 1961) je bývalý český fotbalista, záložník. Po skončení aktivní kariéry působí jako trenér na regionální úrovni.

## Fotbalová kariéra
Hrál za Zbrojovku Brno, TJ VTŽ Chomutov, TJ Sigma Olomouc a TJ Škoda Plzeň. V československé lize nastoupil ve 31 utkáních a dal 1 gól. V Poháru UEFA nastoupil v roce 1986 za Olomouc v utkání proti IFK Göteborg.

## Ligová bilance
| Ročník                                   | Zápasy | Góly | Klub              |
| ---------------------------------------- | ------ | ---- | ----------------- |
| 1. československá fotbalová liga 1982/83 | 7      | 0    | TJ Zbrojovka Brno |
| Česká národní fotbalová liga 1983/84     | 20     | 4    | TJ VTŽ Chomutov   |
| Česká národní fotbalová liga 1984/85     | 20     | 3    | TJ VTŽ Chomutov   |
| Česká národní fotbalová liga 1985/86     | 29     | 20   | TJ VTŽ Chomutov   |
| 1. československá fotbalová liga 1986/87 | 16     | 0    | TJ Sigma Olomouc  |
| 1. československá fotbalová liga 1987/88 | 2      | 0    | TJ Sigma Olomouc  |
| 1. československá fotbalová liga 1988/89 | 6      | 1    | TJ Škoda Plzeň    |
| CELKEM I. liga                           | 31     | 1    |                   |